# Artista

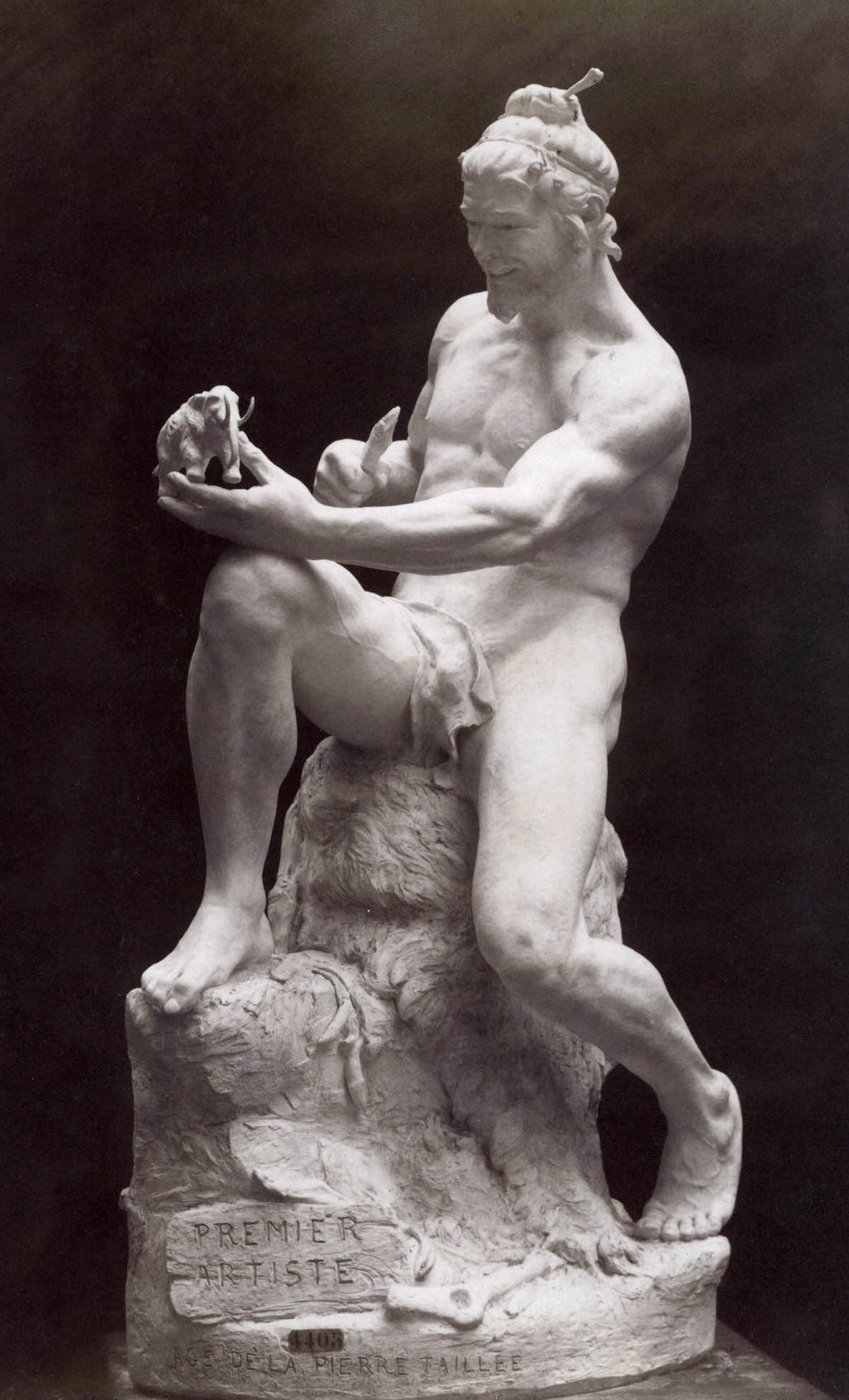
Premier Artiste, estatua de Paul Richier, 1890.

El artista es la persona que crea, desarrolla, o produce obras de arte. Pueden coincidir en el mismo sujeto las capacidades del autor y artista. De igual manera, un pintor o un escritor reúnen ambas cualidades. Lo que se entiende por artista proviene de la familia léxica de la palabra: arte (del latín ars, artis, y este calco del griego τέχνη (téchne)).
Dado el cambiante significado de la noción arte, el término artista puede definirse o estudiarse desde un punto de vista histórico; identificándose al artista como todo aquel que es capaz de "crear" (y no solamente reproducir) partiendo de su propia inspiración.
Son artistas por ello: los pintores de la cueva de Altamira, los antiguos dibujantes chinos, los músicos, los cineastas, los escultores,  los arquitectos griegos, los artesanos medievales, los grabadores del Renacimiento, los pintores del Barroco, los vanguardistas del siglo XX, los creadores de instalaciones actuales, los dibujantes de cómics o historietas, persona que hace algo con suma perfección, persona dotada de la capacidad o habilidad necesarias para alguna de las bellas artes, etc.

## Definición
El Diccionario de la Real Academia Española define la palabra 'artista' como:
1. m. y f. Persona que cultiva alguna de las bellas artes.
2. m. y f. Persona dotada de la capacidad o habilidad necesarias para alguna de las bellas artes.
3. m. y f. Persona que actúa profesionalmente en un espectáculo teatral, cinematográfico, circense, etc., interpretando ante el público.
4. m. y f. artesano (‖ persona que ejercita un oficio mecánico).
5. m. y f. Persona que hace algo con suma perfección y precisión.
6. adj. desus. Dicho de un colegial: Que estudiaba el curso de artes.

## Historia del término
La palabra griega "techne", a menudo traducido como "arte", implica el dominio de cualquier tipo de oficio. La forma latina del adjetivo, "technicus", se convirtió en la fuente del español técnica y tecnología.
En la cultura griega, cada una de las nueve musas supervisó un campo diferente de la creación humana:
- Calliope (la 'bella de expresión'): jefe de las musas y la musa de la poesía épica o heroica
- Clio (la 'gloriosa'): musa de la historia
- Erato (el 'uno amorosa'): musa del amor o la poesía erótica, letras, canciones y matrimonio
- Euterpe (el 'bien agradable'): musa de la música y la lírica
- Melpómene (el "canto de uno"): musa de la tragedia
- Polimnia o Polymnia (en griego Πολυμνία 'La de muchos himnos'): musa del canto sagrado, la oratoria, la lírica, el canto y la retórica
- Terpsícore (en griego antiguo: Τερψιχόρη o Τερψιχόρα, la que deleita en la danza): musa de coral canto y la danza
- Talía (en griego antiguo Θάλεια, floreciente): musa de la comedia y la poesía bucólica
- Urania (la 'celeste'): musa de la astronomía

Ninguna musa fue identificada con las artes visuales de la pintura y la escultura. Los escultores y pintores de la antigua Grecia no tenían mucho aprecio, llevado a cabo entre hombres libres y esclavos, su trabajo fue considerado como mera mano de obra. 
La palabra arte deriva del latín "ars" (raíz art- ), que, aunque literalmente definido, significa "método", "habilidad" o "técnica", transmite una connotación de belleza.
Durante la Edad Media, la palabra artista ya existía en algunos países, como Italia, pero el significado era algo parecido a artesano, mientras que la palabra artesano seguía siendo desconocida. Un artista era alguien capaz de hacer un trabajo mejor que otros, por lo que el Maestro era el que destacaba en el campo de actividad. En este período, algunos productos "artesanales" (como los textiles) eran mucho más valiosos y caros que las pinturas o esculturas.
La primera división en artes mayores y menores se remonta al menos a la obra de Leon Battista Alberti (1404-1472): De re aedificatoria, De statua, De pictura, que se centró en la importancia de las habilidades intelectuales del artista en lugar de la habilidades manuales (aunque en otras formas de arte que había un proyecto detrás). 
Con las Academias de Europa (segunda mitad del siglo XVI) se estableció definitivamente la brecha entre las bellas artes y aplicados.
Muchas de las definiciones contemporáneas de "artista" y "arte" dependen en gran medida de la cultura, resistiendo la prescripción estética, casi de la misma manera que las características que constituyen la belleza y lo bello no se pueden estandarizar fácilmente con lo kitsch.

## Concepto actual
Artista es un término descriptivo aplicado a una persona que se dedique a una actividad considerada como un arte. Un artista puede definirse también extraoficialmente como "una persona que se expresa a sí mismo a través de un medio". La palabra también se utiliza en un sentido cualitativo de, una persona creativa en, innovadora en, o adeptos a, una práctica artística.
Muy a menudo, el término describe a aquellos que crean en un contexto de las bellas artes o 'alta cultura', actividades como el dibujo, la pintura, la escultura, la actuación, el baile, la escritura, el cine, los nuevos medios, la fotografía la arquitectura y la música, personas que utilizan imaginación, talento o habilidad para crear trabajos que pueden ser juzgados a tener una estética valor. Los historiadores del arte y críticos definen artistas como los que producen el arte dentro de una disciplina reconocida o reconocible. Términos que contrastan con los trabajadores altamente cualificados en los medios de comunicación, en las artes aplicadas o artes decorativas incluyendo la de artesano, y términos especializados tales como alfarero, orfebre o soplador de vidrio. Artistas de bellas artes, tales como pintores tuvieron éxito en el renacimiento en el aumento de su estado, anteriormente similar a estos trabajadores, a un nivel más alto de manera decisiva, pero en el siglo XX se convirtió en la distinción bastante menos relevante.
El término también se puede usar sin exactitud o metafóricamente para denotar personas altamente cualificadas en cualquier actividad no "arte", como derecho, medicina, mecánica o matemáticas, por ejemplo.